# Kura-Tsetse
Kura-Tsetse - Кура-Цеце (rus) és un khútor del krai de Krasnodar, a Rússia. Es troba a la vora del riu Kura-Tsetse, constituent del Tsetse, afluent del riu Pxix, que n'és del Kuban. És a 23 km al sud-est de Goriatxi Kliutx i a 68 km al sud-est de Krasnodar.
Pertany al possiólok de Kutaís.